# Rödkäringarna
Rödkäringarna var en feministisk grupp som grundades i Helsingfors 1973. Gruppen var verksam fram till slutet av 1970-talet. En av gruppens frontfigurer var Mariella Lindén. Andra aktiva medlemmar var bland annat Margherita (Lolo) Zilliacus, Barbro Nygård, Perdita Fellman, Eva Holmberg, Barbro Smeds och Yrsa Glad. Rödkäringarna samarbetade också med Marxist-feministerna (MF-gruppen), en annan aktiv feministgrupp i Helsingfors under samma tidsperiod.
År 1975 ordnade Rödkäringarna utställningen "Kvinnans nio liv" i bokhandeln Kirjavintti i Helsingfors. Utställningen, som fokuserade på kvinnans olika livsskeden, var en installation med skåp vars dörrar kunde öppnas. År 1978 medverkade några av Rödkäringarna i Annette Arlanders uppsättning av pjäsen Backanterna, omdöpt till Backantinnorna, som uppfördes i Brunnsparken i Helsingfors.